# خون‌آشام (فیلم ۱۹۳۲)
خون‌آشام (آلمانی: Vampyr – Der Traum des Allan Grey) فیلمی در ژانر ترسناک به کارگردانی کارل تئودور درایر است که در سال ۱۹۳۲ منتشر شد.